# Asamblea de Chandigarh
El Palacio de la Asamblea o Parlamento de Chandigarh es la sede de la asamblea legislativa de Chandigarh, diseñado por el arquitecto suizo Le Corbusier. Forma parte del Complejo del Capitolio, que comprende tres edificios: la Asamblea Legislativa, el Edificio del Secretariado y el Palacio de Justicia.

## Historia arquitectónica

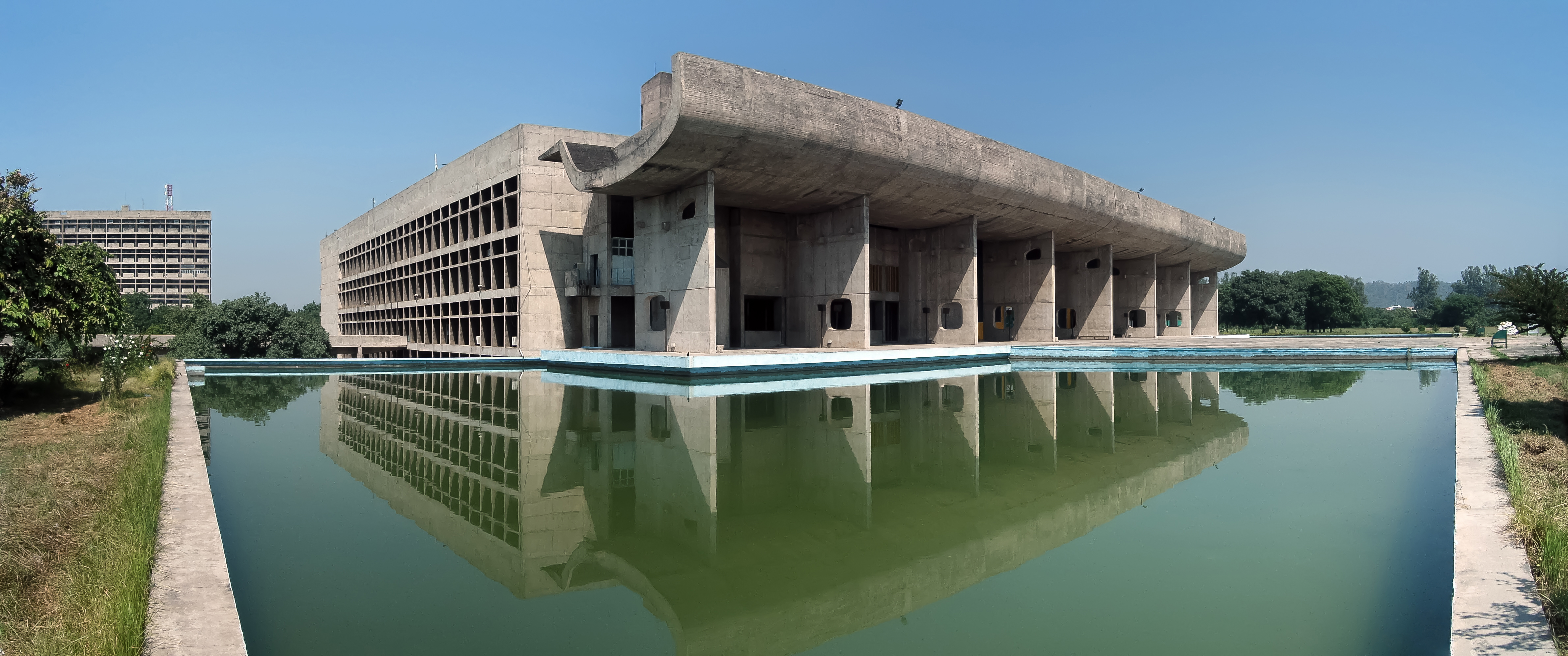
Asamblea de Chandigarh

Tras la partición del Punyab en 1947, después de la independencia de la India, el dividido estado necesitaba una nueva capital puesto que Lahore quedaba entonces en Pakistán. Por lo tanto, el primer ministro de la India, Jawaharlal Nehru, encargó a Le Corbusier que construyera una nueva ciudad, Chandigarh. Nehru quería que el diseño "se liberara de las tradiciones del pasado" y fuera "un símbolo de la fe de la nación en el futuro".
Hoy en día, muchos de los edificios son considerados obras maestras del racionalismo, aunque en su mayoría se encuentran en estado de abandono. En 2010 las sillas de la asamblea, también diseñadas por Le Corbusier, fueron subastadas en Londres. Un intento diplomático de detener la venta fracasó, puesto que los muebles fueron considerados inadecuados para su uso.

## Estructura
El edificio presenta una cámara de asamblea de forma circular, un foro para la conversación y las transacciones. Usó pilotes para elevar la estructura. Las fachadas son abiertas, y en todas ellas se aprecia la intención de Le Corbusier de que tengan vistas. En el interior, el plano es una red de columnas de hormigón reforzado, dejando el centro abierto al uso público y en ese espacio abierto se encuentra el espacio de la asamblea, en forma circular.